# João de Saldanha da Gama
João de Saldanha da Gama (ur. 19 marca 1674 w Lizbonie, zm. 5 maja 1752) był portugalskim politykiem.
Początkowo służył w wojsku, gdzie doszedł do rangi pułkownika piechoty.
W latach 1725 – 1732 Saldanha był wicekrólem Indii Portugalskich.